# Мориниго, Тобиас
Ала́н Тоби́ас Морини́го (исп. Alan Tobías Morinigo; род. 22 сентября 2005, Буэнос-Айрес) — парагвайский футболист, защитник клуба «Олимпия».

## Клубная карьера
Морининго — воспитанник аргентинского клуба «Дефенса и Хустисия». 28 июля 2023 года в матче против «Унион Санта-Фе» он дебютировал в аргентинской Примеры. В 2024 году Мориниго подписал контракт с «Олимпией» из Асунсьона. 28 января в матче против столичного «Насьоналя» он дебютировал в парагвайской Примере. 10 ноября в поединке против «Такуари» Тобиас забил свой первый гол за «Олимпию».

## Международная карьера
В 2025 году в составе молодёжной сборной Парагвая Мориниго принял участие в молодёжном чемпионате Южной Америки в Венесуэле. На турнире он сыграл в матчах против сборных Колумбии, Перу, Венесуэлы, Бразилии, Аргентины, Уругвая и Чили.